# Mario Artist
Mario Artist è un set di programmi per il Nintendo 64DD. Uscito solo in Giappone insieme alla console, è considerato da molti fan il sequel di Mario Paint.

## Mario Artist: Paint Studio
Mario Artist: Paint Studio (uscito il 1º dicembre 1999) è un programma di grafica che permetteva di disegnare Mario.
Venduto insieme al mouse del Nintendo 64, Paint Studio fu uno dei due titoli di lancio del 64DD. Usando la Nintendo 64 Capture Cartridge, si può importare immagini da un video tape o dalla Game Boy Camera.

## Mario Artist: Polygon Studio
Mario Artist: Polygon Studio (uscito il 29 agosto 2000) è un programma di grafica 3D che permette all'utente di creare immagini poligonali 3D con un semplice livello di dettaglio.

## Mario Artist: Talent Studio
Mario Artist: Talent Studio (uscito il 23 febbraio 2000) è un semplice programma di animazioni

## Mario Artist: Communication Kit
Communication Kit (uscito il 29 giugno 2000) permette agli utenti di connettersi al net studio di Randnet dove era possibile scambiare le creazioni Paint/Talent/Polygon Studio con altri utenti di Randnet. Il servizio network Randnet iniziò nel dicembre 1999 e finì il 28 febbraio 2001.

## TitoliMario Artistmai usciti
- Mario Artist: Game Maker
- Mario Artist: Graphical Message Maker
- Mario Artist: Sound Maker
- Mario Artist: Video Jockey Maker